# Washtucna (Washington)
Washtucna ist eine Kleinstadt mit dem Status Town im Adams County im US-Bundesstaat Washington. Das U.S. Census Bureau hat bei der Volkszählung 2020 eine Einwohnerzahl von 211 ermittelt. Die Stadt wurde nach dem 12 mi (19 km) entfernten See im Franklin County benannt, welcher selbst nach einem Häuptling der Palouse benannt wurde.

## Geschichte
George Bassett, ein Siedler aus Iowa, besiedelte die künftige Ortslage 1878 zusammen mit seiner Frau Alice Lancaster Bassett. Ihr Ziel war Pferdezucht, und bis 1900 war ihre Ranch der Ort für einen jährlichen Zusammentrieb wilder Pferde. Das erste Postamt im Adams County wurde 1882 mit Bassett als Postmeister gegründet. Das Postamt wurde 1894 von T. C. Martin übernommen, der danach den ersten Laden in Washtucna eröffnete.
Die erste Eisenbahnlinie wurde 1886 von der Oregon Improvement Company fertiggestellt und transportierte in den ersten fünf Jahren ihrer Existenz 30.000 Bushels (ca. 1.058.000 Liter) Weizen. Zwischen 1892 und 1917 gab es mehrere Versuche, großflächige Bewässerungsprojekte zu etablieren, doch alle scheiterten. Seit dieser Zeit wird der Weizen im Trockenfeldbau angebaut.
Washtucna wurde am 27. Oktober 1903 offiziell anerkannt; der erste Bürgermeister war Charles T. Booth.

## Geographie
Der Ort liegt an der Kreuzung der Washington State Routes 26 und 261, etwa 65 mi (105 km) westlich von Pullman, 86 mi (138 km) südwestlich von Spokane und 220 mi (354 km) östlich von Seattle. Nach dem United States Census Bureau nimmt die Stadt eine Gesamtfläche von 1,79 Quadratkilometern ein, worunter keine Wasserflächen sind.

## Demographie

### Census 2000
Nach der Volkszählung von 2000 gab es in Washtucna 260 Einwohner, 110 Haushalte und 72 Familien. Die Bevölkerungsdichte betrug 185,9 pro km². Es gab 133 Wohneinheiten bei einer mittleren Dichte von 95,1 pro km².
Die Bevölkerung bestand zu 96,15 % aus Weißen, zu 1,92 % aus Indianern, und zu 1,92 % aus zwei oder mehr „Rassen“. Hispanics oder Latinos „jeglicher Rasse“ bildeten 4,23 % der Bevölkerung.
Von den 110 Haushalten beherbergten 32,7 % Kinder unter 18 Jahren, 50 % wurden von zusammen lebenden verheirateten Paaren, 11,8 % von alleinerziehenden Müttern geführt; 34,5 % waren Nicht-Familien. 32,7 % der Haushalte waren Singles und 10,9 % waren alleinstehende über 65-jährige Personen. Die durchschnittliche Haushaltsgröße betrug 2,36 und die durchschnittliche Familiengröße 2,96 Personen.
Der Median des Alters in der Stadt betrug 41 Jahre. 28,5 % der Einwohner waren unter 18, 3,8 % zwischen 18 und 24, 23,8 % zwischen 25 und 44, 28,1 % zwischen 45 und 64 und 15,8 65 Jahre oder älter. Auf 100 Frauen kamen 89,8 Männer, bei den über 18-Jährigen waren es 91,8 Männer auf 100 Frauen.
Alle Angaben zum mittleren Einkommen beziehen sich auf den Median. Das mittlere Haushaltseinkommen betrug 34.688 US$, in den Familien waren es 45.000 US$. Männer hatten ein mittleres Einkommen von 31.964 US$ gegenüber 33.750 US$ bei Frauen. Das Pro-Kopf-Einkommen betrug 17.487 US$. Etwa 16,2 % der Familien und 20,1 % der Gesamtbevölkerung lebte unterhalb der Armutsgrenze; das betraf 29,8 % der unter 18-Jährigen und 8,9 % der über 65-Jährigen.

### Census 2010
Nach der Volkszählung von 2010 gab es in Washtucna 208 Einwohner, 97 Haushalte und 62 Familien. Die Bevölkerungsdichte betrug 116,4 pro km². Es gab 126 Wohneinheiten bei einer mittleren Dichte von 70,5 pro km².
Die Bevölkerung bestand zu 95,2 % aus Weißen, zu 1 % aus Afroamerikanern, zu 1,4 % aus Indianern, zu 1,4 % aus anderen „Rassen“ und zu 1 % aus zwei oder mehr „Rassen“. Hispanics oder Latinos „jeglicher Rasse“ bildeten 2,4 % der Bevölkerung.
Von den 97 Haushalten beherbergten 18,6 % Kinder unter 18 Jahren, 47,7 % wurden von zusammen lebenden verheirateten Paaren, 11,3 % von alleinerziehenden Müttern und 5,2 % von alleinstehenden Vätern geführt; 36,1 % waren Nicht-Familien. 30,9 % der Haushalte waren Singles und 9,3 % waren alleinstehende über 65-jährige Personen. Die durchschnittliche Haushaltsgröße betrug 2,14 und die durchschnittliche Familiengröße 2,63 Personen.
Der Median des Alters in der Stadt betrug 51,6 Jahre. 17,3 % der Einwohner waren unter 18, 6,7 % zwischen 18 und 24, 13,4 % zwischen 25 und 44, 37,5 % zwischen 45 und 64 und 25 65 Jahre oder älter. Von den Einwohnern waren 57,2 % Männer und 42,8 % Frauen.